# Pelusita
Pelusita es una telenovela mexicana producida por Valentín Pimstein para la cadena Televisa entre 1980 y 1981. Fue protagonizada por Macaria, José Roberto Hill y Rafael del Río, como también con Saby Kamalich en el rol antagónico.

## Argumento
Esteban Calcamar es un hombre rico, está casado con la elegante Beatriz, tienen dos hijos, Ricardo y Patricio, es dueño de una hacienda llamada Las Delicias. Su administrador le dice que un hombre muy rico ha rentado la hacienda. Por otro lado, en un circo de mala muerte trabaja el payaso Camarón, quien es el padrino y el hombre que crio a Pelusita una joven y dulce payasita, el público del circo se burla de Camarón ya que por sus achaques no puede hacer bien su acto. Esteban quiere ir a Las Delicias pero Beatriz se niega terminantemente, en ese lugar ocurrió una tragedia que le trae los peores recuerdos. Esteban cuenta a un amigo que hace años mataron en ese lugar a su hermana Emilia, el culpable fue su entonces socio, Claudio, quien murió al caer a un abismo mientras huía de la policía que lo buscaba para hacerlo pagar su crimen. Pastora es el ama de llaves de los Calcamar, odia a Beatriz y conoce todos los secretos de la familia, el inquilino de Las Delicias es un chino llamado Chang Li, que invita a los Calcamar, ellos van a la hacienda, pese a la renuencia de Beatriz. Los hijos gozan del bello lugar y no entienden por qué su madre nunca quiso llevarlos ahí. Las Delicias está en un paradisíaco llamado Playa Azul. El circo llega ahí, el dueño quiere correr a Camarón para quedarse con Pelusita, ella se niega a quedarse sin su padrino, al estar discutiendo, llegan al lugar Patricio y Ricardo Calcamar, ellos defienden a Pelusita de los malos tratos y se pelean con el empresario, el dice que Pelusita se le insinuó y ella llorando se va con su padrino. Chang Li recibe a Esteban y a Beatriz y se muestra muy solícito con la mujer, que desconfía de él. Patricio invita a cenar a Pelusita. Beatriz recuerda que su cuñada Emilia descubrió que ella era amante de Claudio Balmori, el socio de su marido. Pastora reclama a Esteban que no le confiese a Patricio que ella es su verdadera madre. Patricio y Pelusita salen juntos varias veces y se enamoran, la presenta a sus padres y Beatriz desprecia a Pelusita. Beatriz odia a Pastora ya que Esteban le ha impuesto su presencia por años. Pastora la encara y le exige confiese su terrible secreto. El empresario besa a la fuerza a Pelusita y Ricardo los sorprende, el empresario corre a Camarón y a Pelusita y Chang Li les ofrece trabajo. El chino ofrece a Esteban comprar Las Delicias, éste duda, presiente algo misterioso en Chang Li. Beatriz sí quiere que se venda y coquetea con el chino. En un momento en que éste la mira fijamente, ella retrocede aterrada y le dice que él es Claudio Balmori, ese hombre inocente que pagó por un crimen que no cometió y que ahora regresa para vengarse, él lo niega y le muestra su pasaporte chino. Los hijos de los Calcamar conocen a Rosa, una mesera que dice que Beatriz le debe un favor de hace años y se lo va a cobrar. Ricardo le dice a Pelusita que se aleje de su hermano, ya que ella pertenece a una clase social inferior, ella sufre. Pastora la consuela y le dice que Patricio la ama. Esteban investiga a Chang Li y le dice a Beatriz que sus documentos son auténticos. Rosa va a ver a Beatriz y le recuerda que ella la ayudó a deshacerse de una hija bastarda que tuvo, el fruto de su pecado, de sus amores con Claudio Balmori, la chantajea para no revelar la verdad. Beatriz le saca el dinero a su marido inventando que adquirirá unas joyas. Beatriz corre a Pelusita de la hacienda pero Chang Li la detiene y dice que se quedará ya que él es el nuevo dueño. Rosa atormenta a Beatriz recordándole como abandonó a su hija. Chang Li aprueba los amores de Pelusita y Patricio. Rosa confiesa a Pastora que Beatriz abandonó una hija. Camarón discute con Beatriz por sus humillaciones hacia Pelusita. Beatriz enferma del coraje. Patricio le dice a Ricardo que se va casar con Pelusita, él se burla y le confiesa que es un recogido, que Beatriz no es su madre, ambos se pelean a golpes. Esteban jura a Patricio que él es su padre. Esteban reclama a Beatriz que le dijera a Ricardo que Patricio no es su hijo. Chang Li prepara una gran fiesta y le compra un vestido muy elegante a Pelusita, cuando ella aparece radiante, el chino se altera al ver una medalla que Pelusita trae al cuello, se la pide y en la gran fiesta le da un obsequio a Beatriz, ella retrocede aterrada al ver que dentro de la caja esta la medalla que Chang Li le pidió a Pelusita, se desmaya. Pelusita y Patricio se besan y Ricardo hace un escándalo, se lo dice a sus padres y Beatriz insulta a Pelusita, le ofrece dinero para que deje a Patricio, pero ella se niega. Chang Li habla a solas con Beatriz y le confiesa que en efecto él es Claudio Balmori, el padre de la hija que ella abandonó, el que cargó con el crimen que ella cometió, ya que fue Beatriz quien mató a su cuñada Emilia para que no descubriera sus amores con Claudio ante Esteban, se salvó del accidente que sufrió mientras huía y se fue a China donde se sometió a una cirugía plástica para que sus rasgos fisonómicos fueran como los de un oriental. Beatriz le suplica perdón pero el le dice que no lo merece, ya que esa joven a la que tanto ha humillado, Pelusita, es su hija. Pelusita llega en ese momento y huye aterrada, cree que se ha enamorado de su hermano. Beatriz tiene una crisis nerviosa. Esteban se entera de todo y perdona a Beatriz, que en su delirio llama a su hija. Ricardo se arrepiente y ayuda a todos a buscar a la joven, que se refugió en un convento. Camarón la encuentra. Chang Li se reúne con su hija, se abrazan emocionados, él le confiesa todo y le aclara que Patricio no es su hermano, ya que Beatriz no es madre del muchacho, él es hijo de Esteban y Pastora. Regresan a Las Delicias, donde Esteban confiesa a Patricio que Pastora es su madre, se abrazan dichosos. Pelusita entra a ver a la desquiciada Beatriz, que le pide perdón, la abraza y la besa, para después hundirse para siempre en el abismo de la locura. Patricio y Pelusita se casan y son felices al lado de Pastora y Camarón, mientras Esteban y Ricardo se quedan en Las Delicias cuidando a Beatriz en su locura. Chang Li sonríe feliz al ver la dicha de su hija.

## Elenco
- Macaria - Pelusita
  - Rebeca Gómez - Pelusita de niña
- José Roberto Hill - Patricio Calcamar
- Rafael del Río - Esteban Calcamar
- Saby Kamalich - Beatriz de Calcamar
- Juan Antonio Edwards - Ricardo Calcamar
- Ricardo Blume - Chang Li / Claudio Balmori
- María Clara Zurita - Pastora
- Eugenio Cobo - Dr. Zúñiga
- Tomás I. Jaime - Padre Gabriel
- Abraham Stavans - Camarón
- Enrique Hidalgo - Julio
- Enrique Becker - Elías
- Antonio Brillas - Santamaría
- Bárbara Gil - Rosa
- Maleni Morales - Emilia
- María Rebeca González
- El Mago Krotani
- Rubén Calderón

## Equipo de producción
- Original de: Arturo Moya Grau
- Adaptación: Valeria Phillips
- Tema original: Promenade
- Escenografía: Rogelio H. Neri
- Musicalizador: Carlos Caballero
- Iluminación: Roque Cruz Lara
- Editor: Alejandro Frutos
- Jefe de producción: Laura E. de Ortega
- Coordinador de producción: Eugenio Cobo
- Director de cámaras: Manuel Ruíz Esparza
- Director de escena: Rafael Banquells
- Productor: Valentín Pimstein